# Schloss Gjaidhof

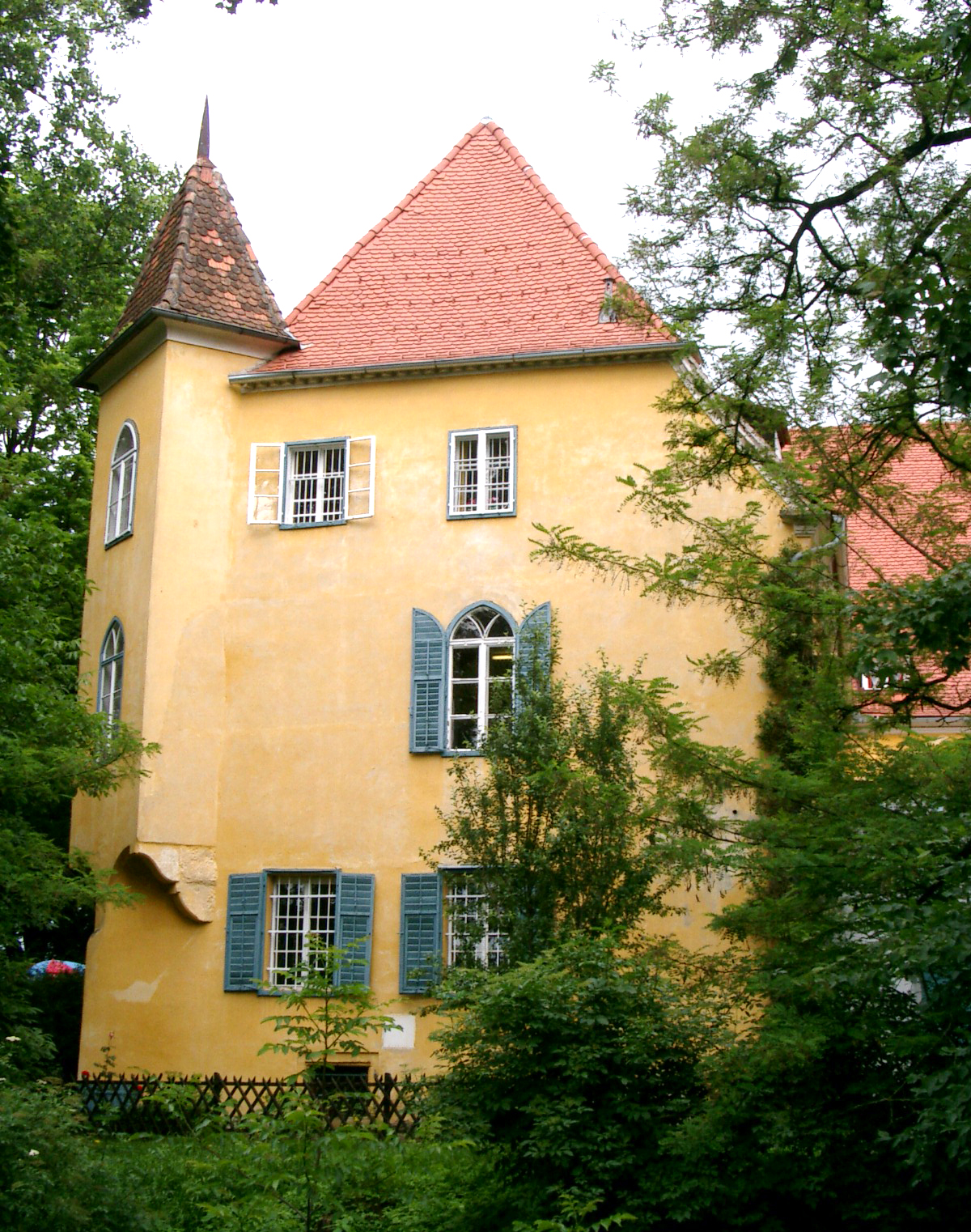
Die Ostseite des Schlosses im Juni 2004

Das Schloss Gjaidhof ist ein in Dobl in der Steiermark gelegenes Schloss. Seine Geschichte geht bis auf das 13. Jahrhundert zurück. Es befindet sich seit 1959 im Besitz des Ordens der Barmherzigen Schwestern vom Hl. Vinzenz von Paul, welche darin eine private Volks- und Mittelschule führen.

## Lage
Das Schloss befindet sich in dem zur Gemeinde Dobl-Zwaring gehörenden Ortschaft Dobl am Rand einer steil zur Kainach hin abfallenden Uferterrasse in unmittelbarer Nähe der Pfarrkirche. An der Bergseite wird die Anlage durch einen Halsgraben vom anschließenden Hügelland getrennt. Der einst für die Jagd wichtige Kaiserwald liegt mittlerweile rund 500 Meter vom Schloss entfernt.

## Geschichte

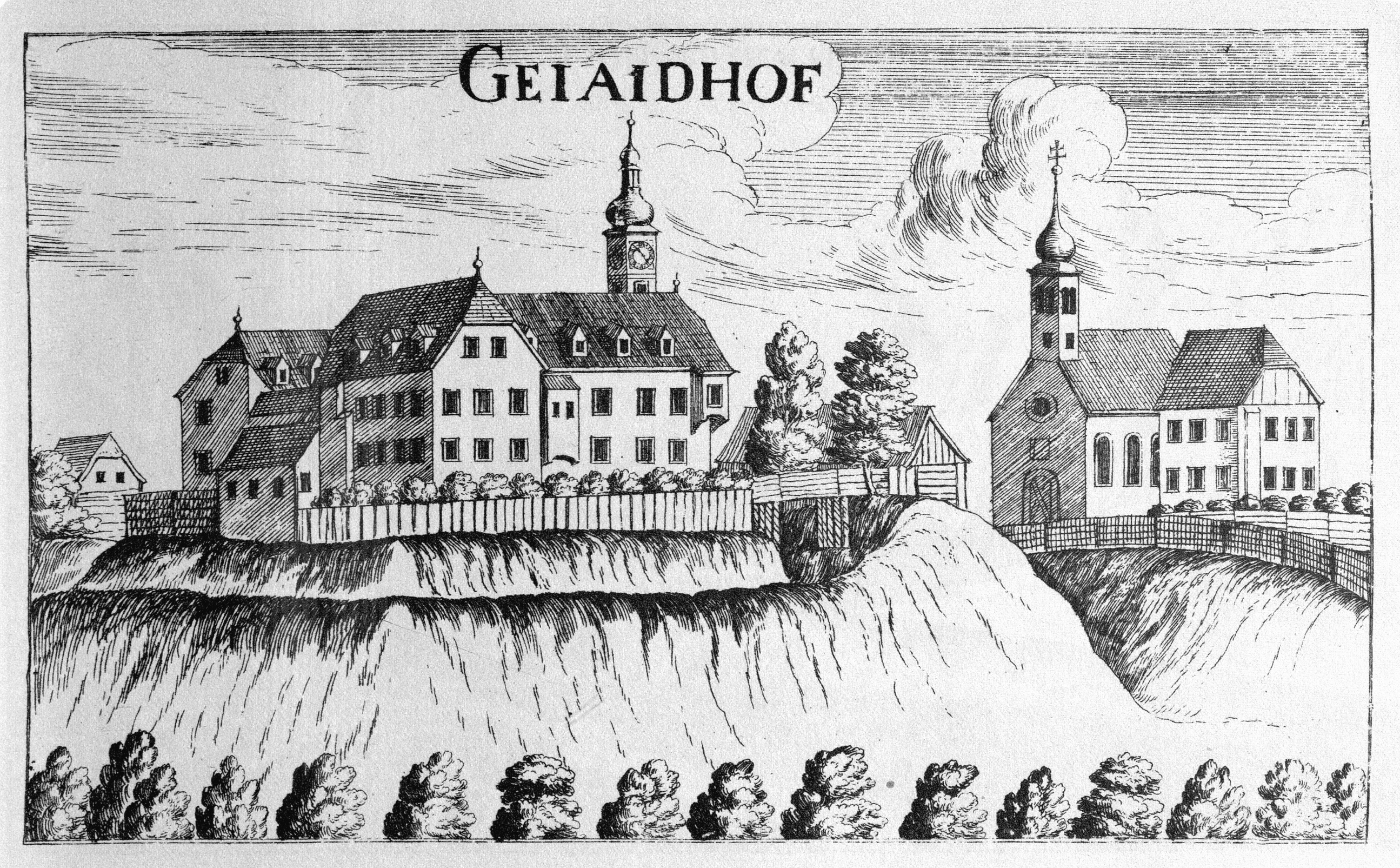
Das Schloss im Jahr 1681, Kupferstich von Georg Matthäus Vischer

Das Schloss war ursprünglich ein kurz nach 1222 von Leopold VI. errichteter Wehrhof mit einem einfachen Turm. Er diente als Jagdsitz sowie zur Beaufsichtigung des nahen Kaiserwaldes und der Straßenverbindung vom Kainachtal nach Graz. Weiters wurde um das Jahr 1222 eine Kapelle dem Hof hinzugefügt aus der später die heutige Dobler Pfarrkirche entstand. Der Hof diente von 1240 bis 1242 Friedrich II. als Ausgangspunkt für seine Jagdausflüge. Nach dem Tod Friedrichs II. ging der Grund an seine Nichte Gertrud. Ihre Tochter Agnes und deren Gatte Ulrich Graf von Heunburg verkauften 1279 das Jagdschloss an König Rudolf I.
Im Zuge des Aufstandes einiger steirischer Adeligen im Landsberger Bund gegen Herzog Albrecht I. im Jahr 1292 wurde das Anwesen von dessen Gegnern besetzt und verwüstet. Nach der Niederlage der Aufständischen ging das Gut wieder in den Besitz des Herzogs über und wurde wieder aufgebaut.
Im 14. Jahrhundert bürgerte sich der heute übliche Name „Gjaidhof“ für das Gut ein und es wurde von Dienstleuten der Habsburger betreut, die das Amt eines landesfürstlichen Jägermeisters innehatten. Zu den bekannteren Jägermeistern zählen der 1387 genannte Nycla Rogendorfer und der 1433 genannte Berchtold Krottendorfer. Im Jahr 1461 ging die Burghut an Andreas Rindscheit über. Während der Baumkircherfehde wurde das Anwesen 1469 von Andreas Baumkircher angeheuerten Söldnern überfallen, eingenommen und geplündert. Sie konnten sich jedoch nicht lange gegen Pankraz Rindscheit und die ihn unterstützenden kaiserlichen Truppen verteidigen. Nach dem erneuten Wiederaufbau wurde das Gut im Jahr 1480 erstmals als Schloss bezeichnet. Kaiser Friedrich III. ließ mehrere Fischteiche anlegen.
Nach einem Einfall von vorbeiziehenden Türken im Jahr 1532 war das Schloss baufällig und musste saniert werden. König Ferdinand I. wohnte während seines Besuches des Kainachtals im Jahr 1536 auf dem Schloss. Ab 1537 saß der landesfürstliche Forstmeister am Gjaidhof. Zwischen 1568 und 1570 beauftragte Erzherzog Karl II. seinen Hofbaupolier Dionisio Tade mit dem Um- und Ausbau des Schlosses. Aus jener Zeit stammt das heutige Erscheinungsbild des Schlosses. Im Jahr 1596 wurde am Schlossgelände eine Kreidfeuerstation eingerichtet.
Bis 1804 diente das Anwesen den Habsburgern wegen seiner Nähe zum Kaiserwald hauptsächlich als Jagdschloss. 1804 ging das Schloss in den Privatbesitz von Ludwig Graf Galler über. Ihm folgten Karl Freiherr von Mandell und Ludwig Freiherr von Mandell im Besitz nach. Der Großteil des angrenzenden Kaiserwaldes kam durch eine öffentliche Versteigerung 1825 in bäuerlichen Besitz. Bis 1851 kam es zu einem häufigen Wechsel bei den Schlossbesitzern, ehe es von den Freiherrn von Bonar erworben wurde. Rosalia Freiin von Bonar ließ 1878 größere Umbauarbeiten durchführen. Aus dieser Zeit stammen die neugotischen Architekturdetails sowie der westliche Eckturm. Nach dem Ende des Zweiten Weltkrieges ging das Anwesen an die Gräfin Villavicencio. Da ihre beiden Söhne dem Jesuiten-Orden beitraten verkaufte sie den Gjaidhof 1959 an den Orden der Barmherzigen Schwestern vom Hl. Vinzenz von Paul. Diese restaurierten das Gebäude und unterhalten bis heute darin eine private Schule.

## Gestaltung
Das Schloss ist ein mit einstöckiger Zweiflügelbau mit einem hohen Walmdach und vermauerten Hofarkaden der früher von einer Wehrmauer umgeben war. Die beiden Trakte stehen im rechten Winkel zueinander. Im Osten befindet sich ein Erker mit Türmchen und an der südwestlichen Gebäudeecke ein neugotischer Eckturm. in der südöstlichen Ecke des Wohntraktes befindet sich ein dreigeschoßiger Glockenturm. Ein einfaches Tor mit einem Wappen führt durch die mit Zinne gekrönte Begrenzungsmauer in den kleinen Innenhof. Die zwei Trakte sowie die Wirtschaftsgebäude umgeben einen kleinen Hof. Das im Norden des Schlosses gelegene, ehemalige Stallgebäude wurde zwischen 1960 und 1961 für Schulzwecke ausgebaut.
Im Schloss befindet sich eine der heiligen Maria geweihte, großteils modern eingerichtete Kapelle. Sie hat nach einem Entwurf von Toni Hafner angefertigte Glasgemälde sowie ein von Josef Pabst gestaltetes Außenrelief. Die hölzerne Figur des auferstandenen Christus stammt aus der Zeit um 1760 und wird Balthasar Ferdinand Moll zugeschrieben.